# Esmeralda Pimentel
María Esmeralda Pimentel (Ciudad Guzmán, Jalisco, México, 8 de septiembre de 1989), conocida profesionalmente como Esmeralda Pimentel, es una actriz y modelo mexicana.

## Primeros años
María Esmeralda Pimentel nació el 8 de septiembre de 1989 en Ciudad Guzmán, Jalisco, México, ha destacado como actriz participando en cine, teatro y televisión.
Concursó en Nuestra Belleza México, quedando en tercer lugar y representando a Zapotlán. A los 19 años, comenzó haciendo apariciones en comerciales para televisión y como modelo de marcas de ropa de México.

## Carrera
En 2007, participó en Nuestra Belleza Jalisco representando a Zapotlán del cual resultó primera finalista a la edad de 18 años. El 6 de octubre de 2007, participa junto a la ganadora Lupita González en Nuestra Belleza México 2007, ambas representando al estado de Jalisco, al final de la gala obtuvo el título de segunda finalista, siendo la ganadora Elisa Nájera.
Tras concursar en Nuestra Belleza México, decide ingresar al Centro de Educación Artística de Televisa (CEA), para formarse como actriz.
La oportunidad de ser actriz llega en 2009 cuando el productor Pedro Damián le da un pequeño papel en la telenovela Verano de amor, donde interpreta a Ada.
Tras tres años de receso, regresa en 2012 en la telenovela Abismo de pasión, producción de Angelli Nesma, donde tiene una participación menor y posterior a mayor compartiendo créditos junto a Angelique Boyer y David Zepeda y donde se da a conocer como actriz debutante. Esta telenovela le valió un Premio Bravo a mejor actriz debutante.
Ese mismo año, los productores Roberto Gómez Fernández y Giselle González le dan la oportunidad de participar como antagonista en Cachito de cielo, donde actúa al lado de Maite Perroni, Pedro Fernández y Jorge Poza.
Un año más tarde, recibe el papel antagónico principal en De que te quiero, te quiero producida por Lucero Suárez como antagonista compartiendo créditos junto a Livia Brito y Juan Diego Covarrubias.
En 2014, recibe su primer protagónico en El color de la pasión, producida por Roberto Gómez Fernández, compartiendo créditos junto a Ariadne Díaz, Erick Elías y a Claudia Ramírez.
En 2015, realiza su segundo protagónico en La vecina, junto a Juan Diego Covarrubias, Javier Jattin y Natalia Guerrero, otra producción de Lucero Suárez.
En 2017, es de nuevo elegida por la productora Lucero Suárez para protagonizar Enamorándome de Ramón (adaptación de la telenovela venezolana Tomasa Tequiero), en donde comparte créditos con José Ron.

## Vida personal e imagen pública
Esmeralda Pimentel, además de su carrera de actriz, ha desempeñado una labor filantrópica, siendo vocera de las compañías sin ánimo de lucro, Hábitat México y su subdivisión «Brigada Rosa», cuyo objetivo principal es unir a personas de varios sectores de la sociedad para llamar la atención sobre el problema que representa no contar con una vivienda adecuada enfocado a familias encabezadas por mujeres cabeza de hogar e invitar a todos a ser parte de acciones que puedan cambiar esta situación y romper el ciclo de la pobreza. Así como también hace parte de Organización Caritas, que apoya a niños y adultos con enfermedades crónico-degenerativas a través de insumos para su tratamiento médico o transfusiones sanguíneas.

## Filmografía

### Cine
| Año  | Película                  | Personaje    |
| ---- | ------------------------- | ------------ |
| 2012 | Viaje de generación       | Ella misma   |
| 2016 | Cuando los hijos regresan | Violeta      |
| 2016 | El que busca encuentra    | Angélica     |
| 2020 | Ahí te encargo            | Ceci         |
| 2022 | En otro lugar             | Paula        |
| 2024 | Casi el paraíso           | Frida Becker |
| 2025 | Un funeral de locos       | Ana          |

### Telenovelas
| Año       | Telenovela                  | Personaje                                       |
| --------- | --------------------------- | ----------------------------------------------- |
| 2009      | Verano de amor              | Adalberta "Ada" Claveria                        |
| 2012      | Cachito de cielo            | Mara Magaña                                     |
| 2012      | Abismo de pasión            | Kenia Jasso Navarro                             |
| 2013-2014 | De que te quiero, te quiero | Diana Mendoza Grajales de Cáceres               |
| 2014      | El color de la pasión       | Lucía Gaxiola Murillo                           |
| 2015-2016 | La vecina                   | Sara Granados Esparza                           |
| 2017      | Enamorándome de Ramón       | Fabiola Medina Fernández                        |
| 2018      | La bella y las bestias      | Isabela León / Carolina Gutiérrez / Atenea Rose |
| 2020      | El candidato                | Verónica de Velasco Rivera                      |
| 2021      | La templanza                | Mariana Larrea                                  |
| 2022      | Donde hubo fuego            | Olivia Serrano                                  |
| 2023      | Montecristo                 | Haydée Hernández                                |
| 2024      | Un buen divorcio            | Jessica Ramos                                   |

### Programas
| Año  | Programa                | Personaje                  |
| ---- | ----------------------- | -------------------------- |
| 2011 | Como dice el dicho      | Sandra                     |
| 2013 | Gossip Girl Acapulco    | Francesca Ruíz de Hinojosa |
| 2013 | Cásate conmigo, mi amor | Bea                        |
| 2013 | Nueva vida              | Pilar                      |
| 2021 | The Good Doctor         | Ana Morales                |

### Teatro
| Año  | Obra           |
| ---- | -------------- |
| 2012 | Palomita pop   |
| 2013 | Cuatro X       |
| 2016 | La Dalia Negra |

### Videoclips
| Año  | Canción                   |
| ---- | ------------------------- |
| 2017 | Jesse Baez - Apaga La Luz |

## Premios y nominaciones
| Ceremonia de premios | Año  | Trabajado nominado          | Categoría                 | Resultado |
| -------------------- | ---- | --------------------------- | ------------------------- | --------- |
| Premios TVyNovelas   | 2013 | Cachito de cielo            | Mejor actriz juvenil      | Nominada  |
| Premios TVyNovelas   | 2013 | Abismo de pasión            | Mejor revelación femenina | Nominada  |
| Premios Bravo        | 2013 | Abismo de pasión            | Mejor revelación femenina | Ganadora  |
| Premios TVyNovelas   | 2014 | De que te quiero, te quiero | Mejor actriz antagónica   | Nominada  |
| Premios TVyNovelas   | 2015 | El color de la pasión       | Mejor actriz protagónica  | Nominada  |
| Premios TVyNovelas   | 2016 | La vecina                   | Mejor actriz protagónica  | Nominada  |